# Буар
Буар или Бвар (фр. Bouar; санго Buâra) — город префектуры Нана-Мамбере в Центральноафриканской Республике. Население — 40 353 чел. (по данным 2012 года). В районе города были обнаружены мегалиты, в 2006 году они были включены в предварительный список объектов всемирного наследия.

## История
Сотни гранитных мегалитов были возведены в этом районе людьми во время позднего каменного века. В 1500-х годах в этом районе поселился народ гбайя. Само поселение основал вождь Богфаье на месте бобового поля.
В 1882 году Франция вторглась в Центральную Африку, и в 1894 году Буар стал частью Французского Конго. По франко-германскому соглашению о Марокко и Конго Франция передала территорию Буара Германии, после чего Буар стал частью немецкой колонии Нойкамерун. В ходе Первой мировой войны французские войска отвоевали Буар. В 1928 году город стал частью французской колонии Убанги-Шари.
В конце 1920-х годов центр города был сожжён борцами с колониализмом. В 1960 году колония получила независимость от Франции как Центрально-Африканская республика.

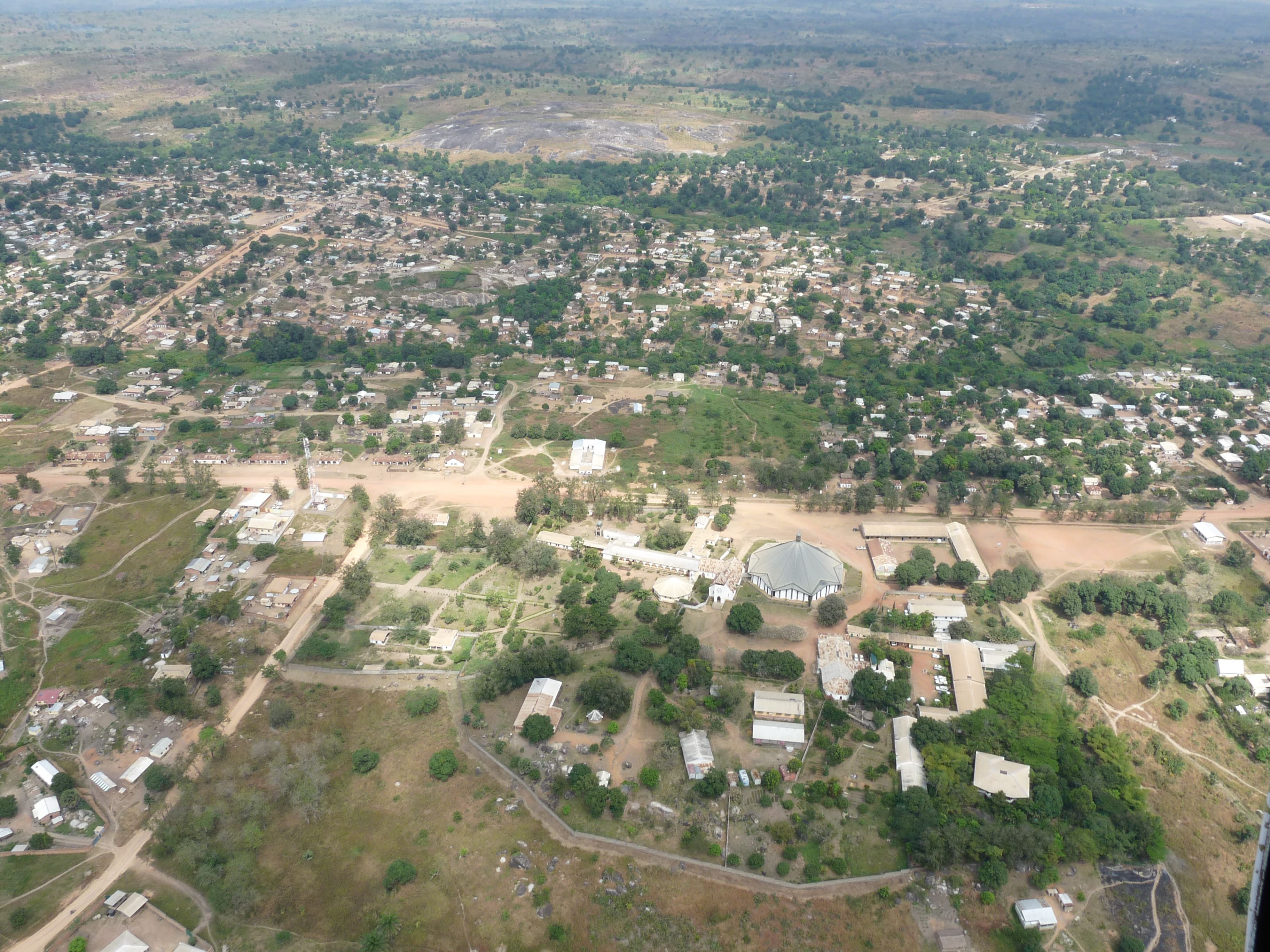
Буар

10 декабря 2012 года в Центрально-Африканской республике началась гражданская война. 28 марта 2013 года Буар был захвачен мусульманскими повстанцами Селеки. Французская журналистка Камиль Лепаж погибла в ходе боестолкновений.
18 сентября 2017 года город был освобождён FACA, но 27 декабря 2020 года город вновь захватили повстанцы. После многочисленных боёв город был отбит правительственными войсками 8 февраля 2021 года.

## Транспорт
Через Буар проходит два трансафриканских автомобильных маршрута:
1. Шоссе Триполи-Кейптаун
2. Шоссе Лагос-Момбаса